# Frederik van Namen
Frederik van Namen (overleden te Luik op 27 mei 1121) was van 1119 tot aan zijn dood prins-bisschop van Luik. Hij behoorde tot het huis Namen.

## Levensloop
Frederik was een zoon van graaf Albert III van Namen uit diens huwelijk met Ida van Saksen, dochter van Frederik van Luxemburg, hertog van Neder-Lotharingen. 
Voorbestemd voor een kerkelijke loopbaan werd Frederik eerst kanunnik en daarna van 1095 tot 1119 aartsdiaken en hoogproost van de Sint-Lambertuskathedraal in Luik. Na de dood van bisschop Otbert van Luik was hij in 1119 kandidaat om hem op te volgen, maar uiteindelijk was het zijn concurrent Alexander I van Gulik die werd verkozen. Omdat die aan keizer Hendrik V 7.000 pond had betaald om benoemd te worden tot prins-bisschop, weigerde de Keulse aartsbisschop Frederik I van Schwarzenberg Alexander tot bisschop te wijden, omdat hij zich volgens de aartsbisschop schuldig had gemaakt aan simonie. Als resultaat werd Frederik tot aartsbisschop van Luik gewijd, tot openlijke animositeit van de aanhangers van Alexander, waaronder graaf Godfried I van Leuven.
Frederik van Namen overleed in mei 1121. Na zijn dood waren er geruchten dat hij vergiftigd was in opdracht van graaf Godfried I van Leuven.